# Las señoritas Vickers

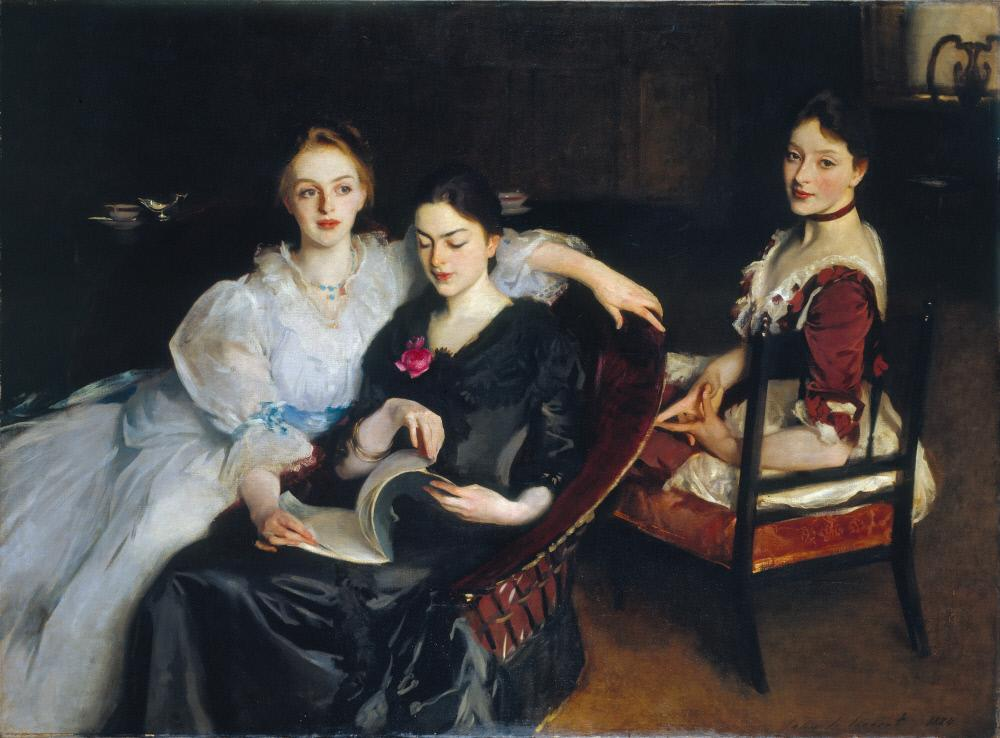
Las señoritas Vickers, John Singer Sargent, 1884.

Las señoritas Vickers es una pintura al óleo de John Singer Sargent. La pintura describe a las tres jóvenes de la familia Vickers, en su propiedad en Bolsover Hill, Sheffield, Inglaterra.

## De fondo
Las señoritas Vickers, pintado en 1884 por John Singer Sargent, es un retrato de tres hermanas, Florence Evelyn Vickers, Mabel Frances Vickers, y Clara Mildred Vickers. El retrato fue encargado por su padre, el coronel Thomas Vickers, un rico industrial. Una vez terminado, Las señoritas Vickers fue primero exhibido en el Salón de 1885 junto al retrato de la señora de Albert Vickers, completado por Sargent en junio de 1884. Sargent más tarde exhibió Las señoritas Vickers con Señora de Albert Vickers y Retrato de la Señora de Robert Harrison en la Real Academia en 1886. A pesar de que el retrato complació al coronel Vickers, los críticos de arte en el Salón de 1885 lo pasaron por alto. La opinión general fue todavía menos entusiasta, pero un crítico anónimo de The Spectator sintió que el retrato era “en forma probablemente lo más inteligente en la exposición. Es el ne plus ultra de la pintura francesa, o más bien, del método francés tal como lo aprendió un extranjero.”

## Descripción
Las señoritas Vickers cuenta una historia a través del uso de pinceles delicados y contrastes descarados de Sargent. Las tres figuras están todas sentadas en primer plano, dos en un sofá y otra ligeramente detrás de ellas, sentada en una silla. Las dos hermanas en el sofá están ocupadas mirando un libro, aparentemente ajenas a Sargent o al espectador, pero la tercera hermana, aunque está colocada de espaldas al espectador, mira directamente hacia afuera del cuadro. Sargent permite a las hermanas destacar sobre un fondo oscuro, y su posición es equilibrada y natural. Al mirar las figuras, se tiene la sensación de que uno acaba de entrar por la puerta al salón, encontrándose esta escena exquisitamente ordinaria. Al fijar la mirada de la tercera hermana al exterior, Sargent crea conexión con el espectador, y como las tres figuras están sentadas, y no paradas, uno puede observarlas en lugar de solo mirarlas, como suele suceder en los retratos de aristócratas del siglo XX. Estas hermanas parecen comunes y de clase media. Su riqueza no llama la atención, se capta posteriormente, después de apreciar su humildad e intelecto. Muchas pinturas del siglo XX muestran a las damas simplemente como bellezas para ser miradas, pero Sargent otorga profundidad e individualidad a cada una de las hermanas. Sí, son hermosas, pero también seres de pensamientos profundos e intelectuales. 
Sargent era un admirador de la Hermandad Prerrafaelita, un movimiento de arte fundado por Dante Gabriel Rossetti en 1848. Los propios retratos femeninos de Rossetti sirvieron de inspiración estética a Sargent. Ha sido notado que Las señoritas Vickers es muy similar a Las hijas de Edward Darley Boit, otro retrato grupal pintado por Sargent en 1882. Hay también semejanzas formales con Hearts are Trumps, otro retrato de un grupo de hermanas, las señoritas Armstrong, pintado por Sir John Everett Millais en 1872.

## Ejecución y consecuencias
Sargent recibió el encargo de pintar a las hermanas Vickers justo antes de la exposición en 1884 del Retrato de Madame X, pintura que se encontró con la controversia y negatividad de críticos y público general, que sentía que la pintura era demasiado indiscreta y erótica. Aunque Sargent dejó pronto París después de las críticas negativas de su retrato de Madame Gautreau y temió perder el negocio de quienes ya le habían encargado retratos, el coronel Vickers no retiró su petición. En julio, Sargent viajó a la propiedad de los Vickers en Sheffield para empezar el retrato. Siguiendo a la comisión del retrato de sus hijas, el coronel Vickers encargó retratos de su mujer e hijos varones, y finalmente Sargent se encargó de pintar los retratos de los trece miembros de la amplia familia Vickers. Además de ser su retratista, Sargent trató con los Vickers a un nivel personal, y se convirtió en invitado habitual en cenas y fiestas familiares pues, como los impresionistas, en lugar de posar ellos en su estudio prefería captar a sus retratados en sus hogares y momentos de ocio.
Siguiendo a una clientela sofisticada y glamurosa de millonarios cosmopolitas, intelectuales, artistas y dandis en París, Sargent vio la comisión del coronel Vickers, un adusto hombre de negocios y cabeza de una familia respetable, como una regresión en su carrera. Describió a sus retratadas como “tres mujeres feas” que “vivían en un sucio agujero” aunque este desprecio no se trasluce en el retrato. A pesar de la riqueza obvia de las figuras, Sargent incluye objetos cotidianos, como dos tazas de té, una pequeña lechera, y un piano, dando a la pintura un tono casual. Sargent pinta a las hermanas en buenos vestidos de día que se pliegan en sus regazos y se extienden por el sofá y silla donde se sientan, aunque la escena no se ve frívola. Los puntos de luz con que Sargent ilumina sus rostros también se reflejan en sus vestidos de satén, y aunque la escena es tranquila y contemplativa, Sargent incluye un detalle de movimiento implícito en forma de libro. Las dos hermanas sentadas en el sofá lo están hojeando, y aunque Sargent ha pintado todos los otros elementos en escena con claridad, las páginas del libro se ven borrosas. Debido a los objetos dentro de la escena y el posicionamiento de las hermanas, la escena parece quieta y activa al mismo tiempo, y las tres hermanas Vickers aparecen humildes, a pesar de su riqueza. Así, Las señoritas Vickers es una pintura de opuestos.

## Recepción
The Times el 22 de mayo de 1886 revisó la pintura como sigue:

"Tres señoritas, pintadas de una manera delgada y casi fantasmal, te miran fijamente fuera de la imagen. Parecen tan insustanciales como seres de otro mundo; estas caras, medicadas en lugar de pintadas, estos vestidos nublados, estas sillas y mesas insustanciales ¿Son retratos o meras sugerencias de retratos?  Al ver la imagen por primera vez... uno responde inevitablemente que son meros bocetos, que el artista sin duda intenta llevar su obra mucho más lejos. Pero un segundo y un tercer examen nos lleva a una mente diferente, y casi, si no del todo, convence a uno de que este arte, a la vez muy audaz y muy sutil, es legítimo; que el pintor realmente se ha metido en este aparente desprecio por la verdad acerca de sus personajes, y que no más toques podrían poner más vida o más carácter en la cara, en la forma o los accesorios."